# Rexismo
El Partido Rexista (en francés: Parti Rexiste) o simplemente Rex fue un partido político católico, nacionalista, autoritario y corporativista de extrema derecha activo en Bélgica desde 1935 hasta 1945. El partido fue fundado por el periodista Léon Degrelle y, a diferencia de otros partidos fascistas de Bélgica de la época, defendía el unitarismo y el monarquismo. Inicialmente, el partido se presentó en Flandes y Valonia, pero nunca logró mucho éxito fuera de Valonia y Bruselas. Su nombre procede de la revista y editorial católica Christus Rex (Cristo Rey en latín). 
El mayor logro electoral del Partido Rexista fue la obtención de 21 de los 202 diputados (con el 11,4 % de los votos) y doce senadores en las elecciones de 1936. Nunca fue un movimiento de masas, y en 1938 estaba en declive. Durante la ocupación alemana de Bélgica en la Segunda Guerra Mundial, el Rex fue el mayor grupo colaboracionista de la Bélgica francófona, en paralelo con la Unión Nacional Flamenca (cuyas siglas en Flamenco son VNV). Al final de la guerra, el Rex estaba ampliamente desacreditado y fue prohibido tras la liberación.
Inicialmente inspirado en el fascismo italiano y en el falangismo español, más tarde se acercó al nazismo alemán. El Partido propugnaba una "revolución de las almas cristianas" y el dominio de la Iglesia católica en Bélgica, pero su ideología llegó a contar con la enérgica oposición del líder de la Iglesia de dicho país, el cardenal van Roey, quien calificó el rexismo como un "peligro para la Iglesia y el país".

## Ideología
La ideología de Rex, que se basaba vagamente en los escritos de Jean Denis, abogaba por la "renovación moral" de la sociedad belga mediante el dominio de la Iglesia católica, formando una sociedad corporativista y aboliendo la democracia liberal. Denis se convirtió en un miembro entusiasta de Rex, y más tarde escribió para el periódico del partido Le Pays Réel. El programa original del rexismo se inspiraba en el integralismo de Charles Maurras. Rechazaba el liberalismo, que consideraba decadente, y se oponía firmemente tanto al marxismo como al capitalismo, luchando en cambio por un modelo económico corporativista, idealizando la vida rural y los valores familiares tradicionales.
En su período inicial -hasta aproximadamente 1937- el rexismo no puede ser catalogado con exactitud como un movimiento fascista. Más bien era un movimiento nacionalista católico populista, autoritario y conservador que inicialmente intentaba ganar el poder por medios democráticos, y no quería abolir totalmente las instituciones democráticas. El partido utilizó cada vez más una retórica de tipo fascista, pero fue sólo después de la derrota del propio Degrelle en unas elecciones parciales en abril de 1937 que el rexismo adoptó abiertamente el antisemitismo y el antiparlamentarismo, siguiendo el modelo del nazismo alemán. El historiador y experto en fascismo Roger Griffin sólo considera al Partido Rexista durante la ocupación alemana de Bélgica como "plenamente fascista"; hasta entonces lo considera "protofascista".
El movimiento rexista atrajo el apoyo casi exclusivamente de la región de Valonia. El 6 de octubre de 1936, el líder del partido, Léon Degrelle, llega a un acuerdo secreto con el homólogo flamenco de Rex, el Vlaams Nationaal Verbond (VNV; "Unión Nacional Flamenca") dirigido por Staf De Clercq. Ambos movimientos luchaban por un sistema corporativista, pero a diferencia de los rexistas, el VNV pretendía separar Flandes de Bélgica y unirla con los Países Bajos. La parte flamenca anuló el acuerdo al cabo de un año. También se enfrentó a la competencia de la Légion Nationale ("Legión Nacional") de Paul Hoornaert, ideológicamente similar (pero explícitamente antialemana).

## Política de preguerra
El Partido Rexista se fundó en 1935 después de que su líder, Léon Degrelle, abandonara el Partido Católico, que consideraba demasiado moderado. Se dirigía a grupos decepcionados, como los católicos tradicionalistas, los veteranos, los pequeños comerciantes y los desempleados. En la época de la Gran Depresión, ganó una considerable popularidad, sobre todo gracias al carisma y la energía de su líder. Su mayor éxito fue cuando obtuvo el 11,5 % del total de los votos en las elecciones de 1936. En esa ocasión, el Partido Rexista obtuvo 21 de los 202 escaños de la Cámara de Diputados y 8 de los 101 del Senado, lo que le convirtió en la cuarta fuerza del Parlamento, por detrás de los principales partidos establecidos (laboristas, católicos y liberales).
Degrelle se presentó a las elecciones parciales de Bruselas de abril de 1937 contra el primer ministro Paul van Zeeland, del Partido Católico, que fue apoyado -con la esperanza de frustrar una victoria rexista- por todos los demás partidos, incluidos incluso los comunistas. El arzobispo de Malinas-Bruselas y primado de la Iglesia católica de Bélgica, Jozef-Ernest Cardenal van Roey, intervino, reprendiendo a los votantes rexistas, insistiendo en que incluso la abstención sería pecaminosa, y calificando al rexismo de "peligro para el país y para la Iglesia". Degrelle fue derrotado de forma contundente: sólo obtuvo el 20 % de los votos, el resto fue para Van Zeeland.
Posteriormente, el rexismo se alió con los intereses de la Alemania nazi con más fuerza e incorporó el antisemitismo al estilo nazi en su plataforma. Al mismo tiempo, su popularidad disminuyó drásticamente. En las elecciones nacionales de 1939, el porcentaje de votos de Rex cayó al 4,4 %, y el partido perdió 17 de sus 21 escaños, en gran parte frente a los partidos católicos y liberales mayoritarios.

## Segunda Guerra Mundial
Con la ocupación alemana de Bélgica en 1940, el rexismo dio la bienvenida a la ocupación alemana, aunque inicialmente había apoyado la política belga de neutralidad de antes de la guerra. Mientras que algunos antiguos rexistas se pasaron a la resistencia clandestina o (como José Streel) se retiraron de la política después de ver cómo se aplicaban las políticas anticlericales y antisemitas extremas de los nazis en la Bélgica ocupada, la mayoría de los rexistas, sin embargo, apoyaron con orgullo a los ocupantes y ayudaron a las fuerzas alemanas en la represión del territorio siempre que pudieron. No obstante, la popularidad de Rex siguió disminuyendo. En 1941, en una reunión en Lieja, Degrelle fue abucheado por un centenar de manifestantes.
En agosto de 1944, las milicias rexistas fueron responsables de la masacre de Courcelles.

#### Colaboracionismo
Estrechamente afiliada a Rex estaba la Legión Valona, una unidad del ejército alemán (Wehrmacht) y más tarde de las Waffen-SS levantada a partir de voluntarios francófonos en Bélgica con apoyo rexista tras la invasión alemana de la Unión Soviética. Tras un fracaso inicial en la captación de reclutas, Degrelle se ofreció como voluntario para la unidad como reclamo publicitario y pasó gran parte del resto de la guerra fuera de Bélgica, en el Frente Oriental. Cada vez veía más a la Legión Valona como un mejor vehículo para buscar el apoyo alemán que el Partido Rexista, y el reclutamiento vació al partido de sus cuadros. Mientras Degrelle estaba ausente, el liderazgo nominal del partido pasó a Victor Matthys.

## El fin del rexismo
Desde la liberación de Bélgica en septiembre de 1944, el partido fue prohibido. Con la caída de la Alemania nazi en 1945, muchos antiguos rexistas fueron encarcelados o ejecutados por su papel durante la colaboración. Victor Matthys y José Streel fueron ejecutados por un pelotón de fusilamiento, Jean Denis (que sólo había desempeñado un papel menor durante la guerra) fue encarcelado.
Degrelle se refugió en la España franquista. Fue declarado culpable de traición en ausencia en Bélgica y condenado a muerte, pero las repetidas peticiones de extradición fueron rechazadas por el gobierno español. Despojado de la nacionalidad y excomulgado (posteriormente levantada en Alemania), Degrelle murió en Málaga en 1994.

## Resultados electorales
|  | 11,49 % |

|  | 4,25 % |